# Armand Léon Annet
Armand Léon Annet (ur. 5 czerwca 1888 w Paryżu, zm. 25 kwietnia 1973 tamże) – francuski wojskowy (kapitan), gubernator kolonialny.

## Życiorys

### Nauka
Armand uczęszczał do szkoły średniej Lycée Chaptal, maturę zdał w 1907 roku.

### Kariera
Dołączył do 39. pułku piechoty w Rouen 8 października 1907 r. i został z niego zwolniony 8 października 1910 r. Ubiegał się o pracę we Francuskiej Afryce Równikowej i został mianowany urzędnikiem 3 klasy. Armand został wysłany do Ubangi-Szari, a 15 marca 1914 r. został jej gubernatorem. Zmobilizowany 1 grudnia 1914 r., jako podporucznik piechoty oddany do dyspozycji wojsk kolonialnych, brał udział w kampanii w Kamerunie. Ranny w prawą nogę awansował na porucznika 30 sierpnia 1916 r., a następnie kapitana. Od 1 kwietnia 1916 roku był do dyspozycji generała dywizji Josepha Gaudérique Aymerich’a, wówczas gubernatora Kamerunu, służył w batalionie na terenie Środkowego Konga. Oddelegowany we Francji do Kameruńskiej Agencji Gospodarczej, został zastępcą gubernatora Francuskiej Afryki Zachodniej, a od 16 maja 1925 roku pełnił obowiązki gubernatora generalnego. 23 maja 1931 roku został mianowany gubernatorem i oddelegowany do dyspozycji generalnego gubernatora Algierii; brał udział w konferencjach w Afryce Północnej w Algierze (1930) oraz w Tunisie (1931). 13 listopada 1935 r. Armand został mianowany gubernatorem francuskich kolonii na terenie dzisiejszej Somalii. Został gubernatorem drugiej klasy 11 stycznia 1937 roku, do Francji wrócił w maju 1937 roku i został powołany na członka kolonialnego komitetu ekonomicznego.
Armand był gubernatorem Dżibuti (w czasie kiedy była kolonią francuską) od 13 listopada 1935 roku do 22 maja 1937 roku. Był także gubernatorem Madagaskaru w czasie II wojny światowej. W okresie II wojny światowej był dowódcą sił Francji Vichy w bitwie o Madagaskar i przewodził operacją Ironclad. Był wtedy dowódcą około 8000 żołnierzy, z czego 6000 stacjonowało na Madagaskarze.

### Więzienie
Armand Annet został wysłany na areszt domowy do Zefonstein, małego miasteczka położonego około pięćdziesiąt kilometrów od Johannesburga w Republice Południowej Afryki. 21 października 1944 roku wyjechał do Kapsztadu, a następnie do Casablanki. 6 czerwca 1945 roku został uwięziony w areszcie śledczym w Casablance, a następnie 6 lipca tego samego roku przeniesiony do więzienia we Fresnes, gdzie spędził 21 miesięcy w areszcie zapobiegawczym. 21 marca 1947 roku Sąd Najwyższy skazał go na indignité nationale.
Zmarł 25 kwietnia 1973 roku przy stacji metra La Motte Picquet w Paryżu.

## Publikacje
- Je suis gouverneur d’outre-mer, Editions du Conquistador, 1957
- En colonne dans le Cameroun: notes d’un commandant de compagnie 1914-1916, 1949
- Aux heures troublées de l’Afrique Française, 1939-1943, 1952
- Le secret du Tengelin, Paris, éd. Du Scorpion, 1966
- Le poste à bois, Roman de la grande forêt, 1972
- Revue indépendante, Revue d’action nationale, sociale, littéraire, artistique, documentaire, lipiec 1951
- Revue indépendante, Revue d’action nationale, sociale, littéraire, artistique, documentaire, kwiecień 1953

## Odznaczenia
- Kawalerski Order Legii Honorowej otrzymany 4 września 1920 roku
- Oficerski Order Legii Honorowej otrzymany 2 sierpnia 1932 roku
- Komandorski Order Legii Honorowej otrzymany podczas II wojny światowej
- Krzyż Wojenny otrzymany podczas II wojny światowej
- Krzyż Wojenny otrzymany podczas I wojny światowej[6]
- Belgijski Krzyż Wojenny
- Medal Zamorski[2]